# Thermes Széchenyi
Les thermes Széchenyi (en hongrois : Széchenyi gyógyfürdő [ˈseːtʃeːɲi ˈɟoːc.fyɾdøː]) sont les thermes principaux de Budapest, situés dans Városliget, dans le 14e arrondissement. Plus grand complexe thermal de Budapest, leur construction a commencé en 1909 selon les plans de Győző Czigler et l'inauguration a eu lieu en 1913. 
Comptant parmi les plus grands établissements thermaux d'Europe, il présente une eau composée de calcium, de magnésium, d’hydrocarbonate, de sodium et de sulfate. Le complexe dispose de trois piscines extérieures et 15 piscines intérieures, dont la température s’échelonne entre seize et quarante degrés. L'établissement tient son nom d'István Széchenyi.
Jusqu'aux années 2000, l'établissement était principalement fréquenté par des Hongrois ; il est depuis considéré comme un lieu victime du surtourisme. 
Ce site est desservi par la station Széchenyi fürdő :    72.

## Galerie

Thermes Széchenyi
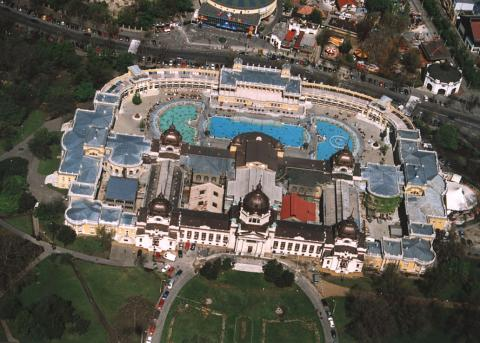
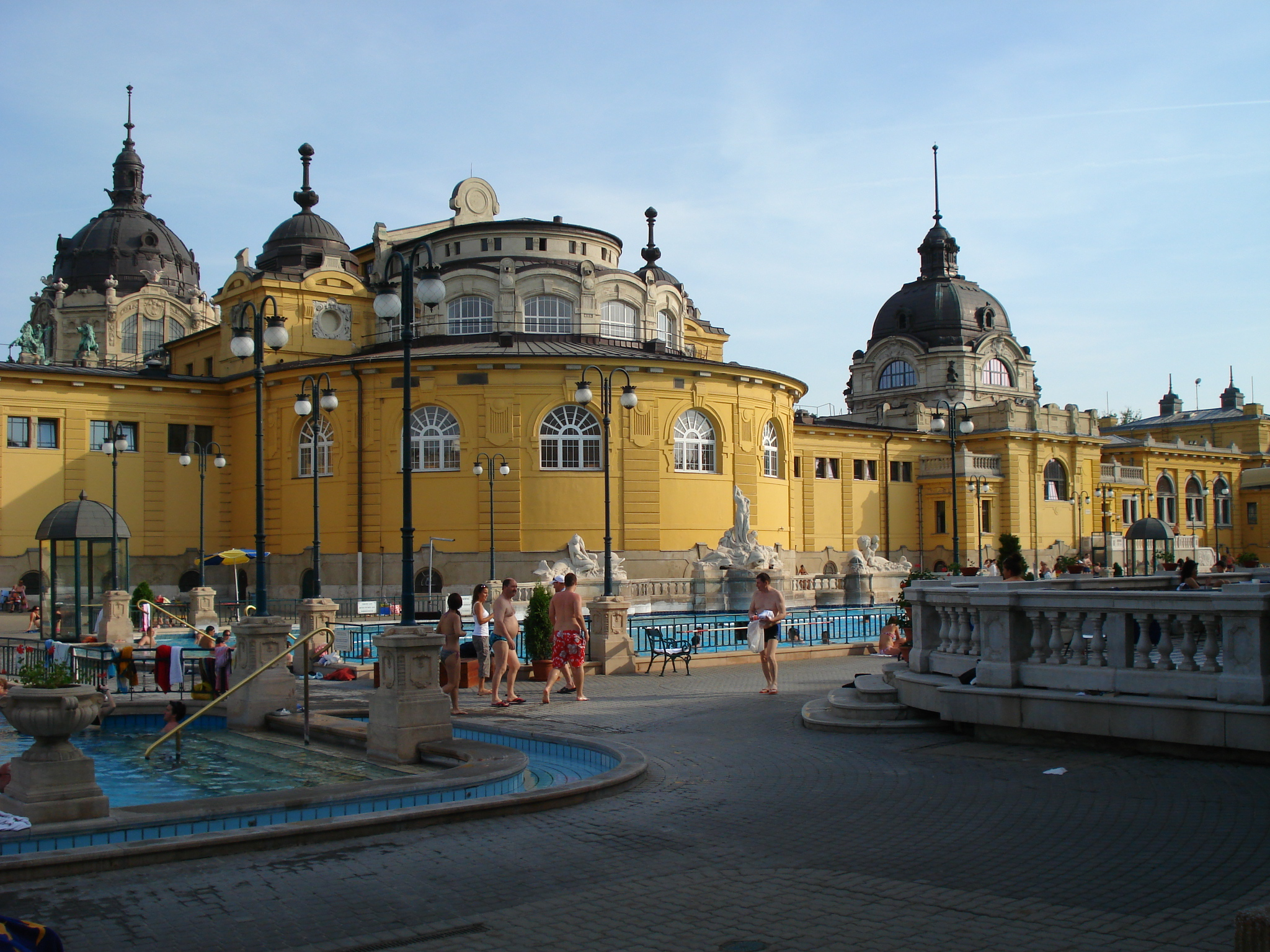
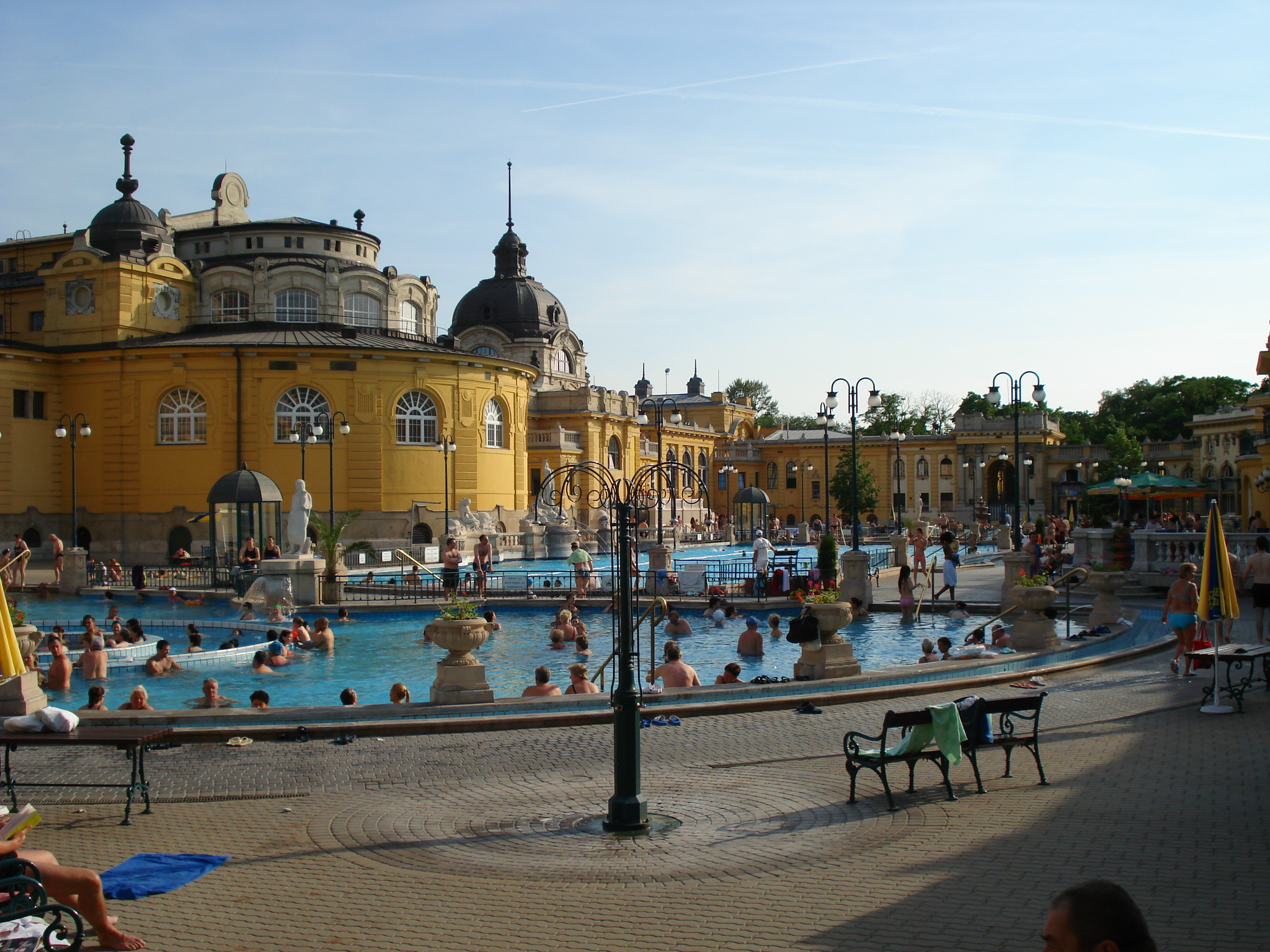
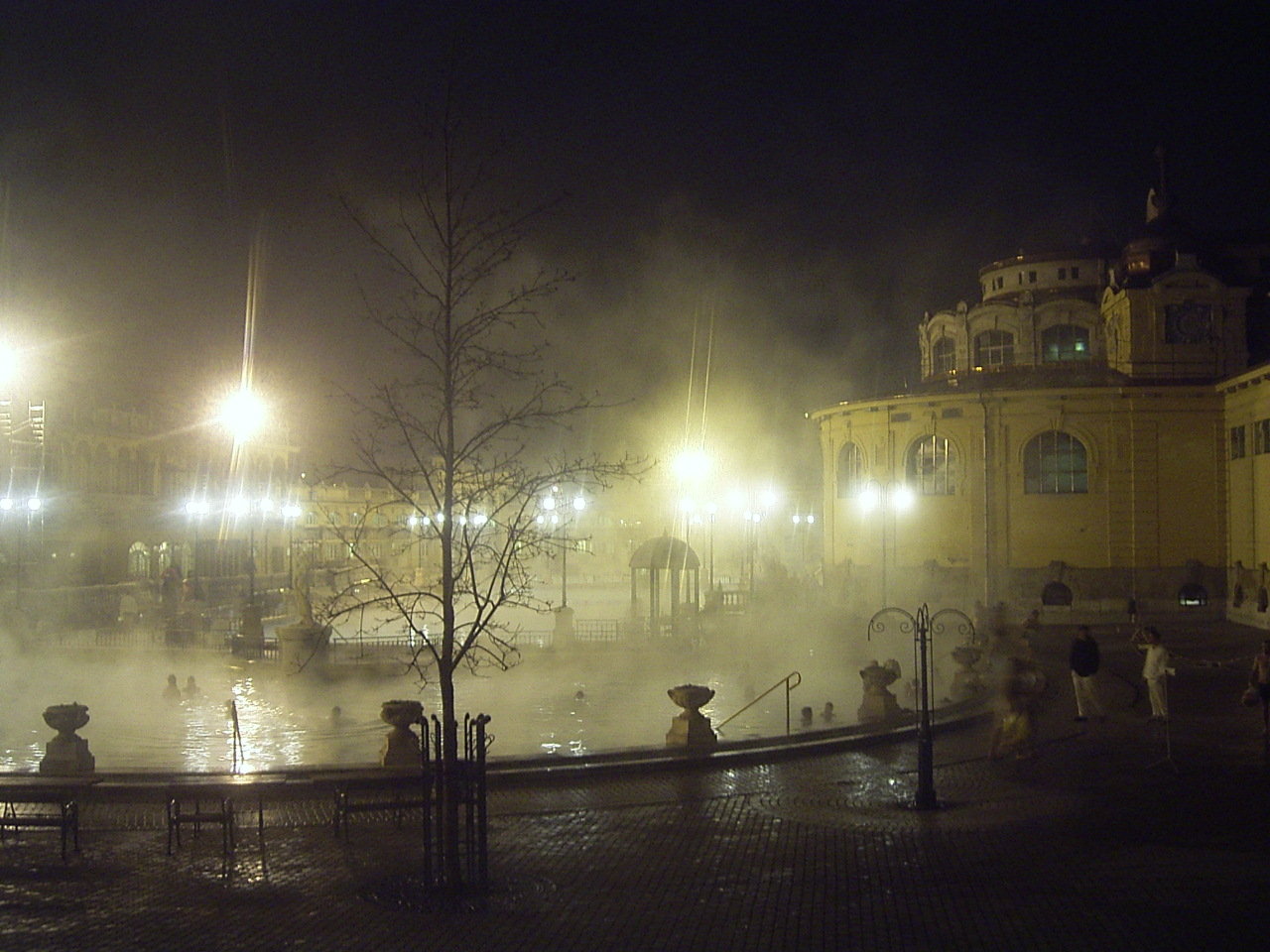
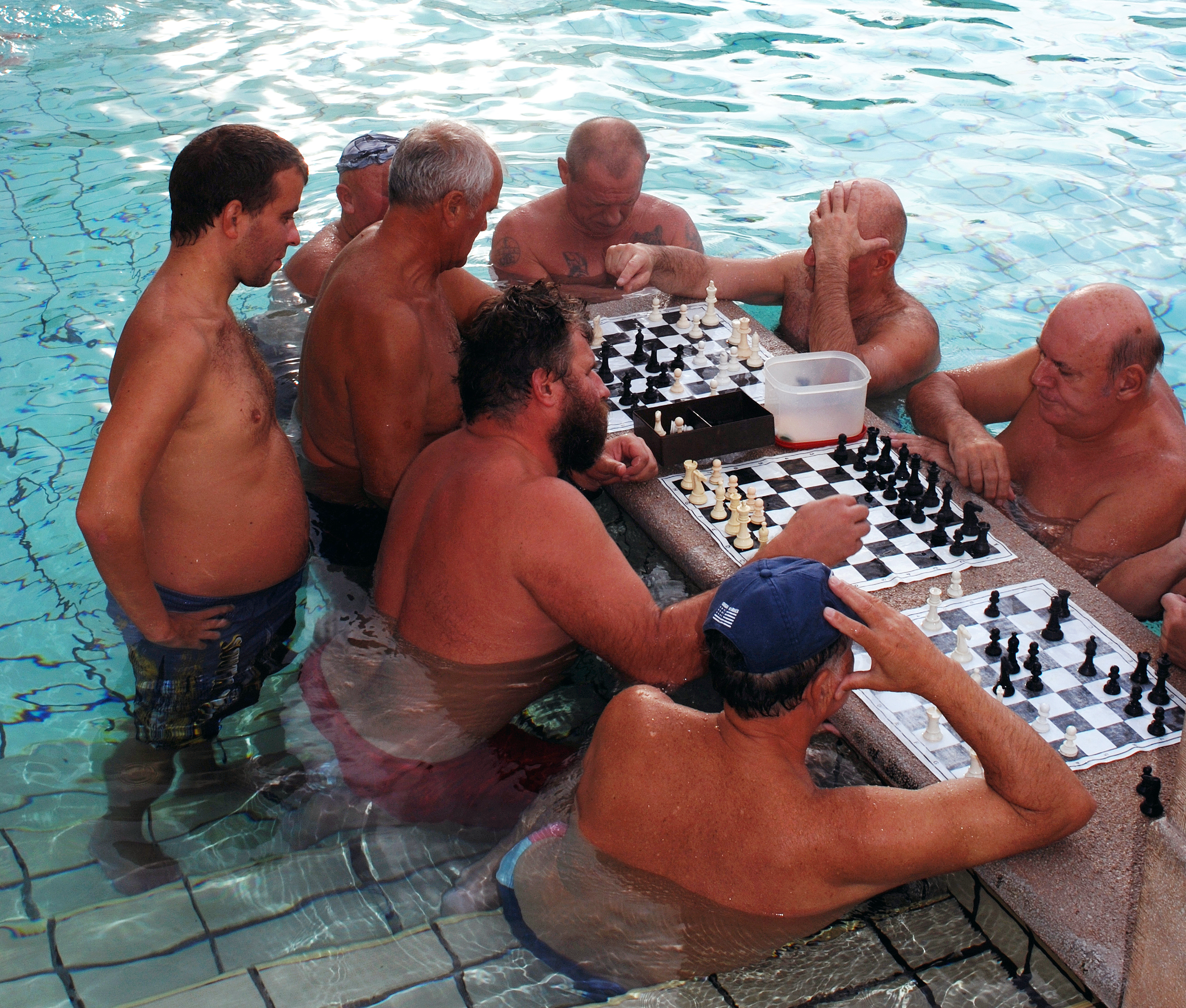